# Federazione cestistica della Svizzera
La Federazione cestistica della Svizzera (Swiss Basketball) è l'organo di direzione e sviluppo della pallacanestro in Svizzera.
Ha sede a Friburgo e, oltre a far parte della Associazione Olimpica Svizzera e della Comunità di interessi per lo sport di squadra, è affiliata dal 1932 alla Federazione Internazionale di Pallacanestro.
Essa controlla le attività delle nazionali e, dal 2016, è tornata ad organizzare in autonomia il campionato di pallacanestro svizzero. Il suo attuale presidente è Giancarlo Sergi.

## Scopi
- L'organizzazione, la direzione e lo sviluppo della pallacanestro in Svizzera;
- L'organizzazione e la promozione delle competizioni;
- Il sostegno alle società che partecipano a competizioni internazionali;
- L'organizzazione e la promozione delle squadre nazionali maschili e femminili nelle varie

categorie;
- la promozione, la diffusione della pallacanestro in tutte le sue forme (mini-basket, streetball, competizioni scolastiche, gare per veterani, ecc.);
- La direzione e il controllo delle attività sportive delle associazioni regionali e delle loro società.

## Organi

### L'Assemblea dei delegati
È il potere supremo della federazione ed è composta da:
- 40 delegati delle diverse Associazioni Regionali

### Il Comitato Direttore
È l'organo dirigente della federazione ed è composta da:
- Presidente Centrale
- 4-9 membri

### Il Presidente Centrale
Dirige e rappresenta la federazione.

### Organi di Controllo

#### Commissione di controllo e di gestione
È composta da:
- 3 membri

#### Organo d revisione
Controlla la contabilità della federazione. Il responsabile è:
- 1 fiduciaria

### Organi giuridici
È composto:
- dai giudici unici delle Leghe nazionali, femminile e maschile;
- la commissione di ricorso della federazione;
- dagli organi giuridici delle associazioni regionali.

## Associazioni regionali
- Associazione Ticinese Pallacanestro (ATP)
- Nord-Ostschweizer Basketballverband (ProBasket)  - Associazione Svizzera Nord-Orientale di Pallacanestro
- Kantonal-Bernischer Basketballverband (KBBV)  - Associazione Cantonale Bernese di Pallacanestro
- Basketballverband Nordwestschweizer (BVN)  - Associazione Svizzera Nord-Occidentale di Pallacanestro
- Association Cantonale Neuchâteloise de Basket-ball (ACNBA)  - Associazione Cantonale Neocastellana di Pallacanestro
- Association Fribourgeoise de Basketball (AFBB)  - Associazione Friburghese di Pallacanestro
- Association Vaudoise de Basketball (AVB)  - Associazione Vodese di Pallacanestro
- Association Cantonale Genevoise de Basketball Amateur (ACGBA)  - Associazione Cantonale Ginevrina di Pallacanestro amatoriale
- Association Valaisanne de Basketball (AVSBA)  - Associazione Vallesana di Pallacanestro